# Global Ecology and Conservation
Global Ecology and Conservation (Global Ecol Conserv) ist eine peer-reviewte ökologische Fachzeitschrift mit kostenfreiem Zugang für Leser (Open Access). Die Zeitschrift erscheint ausschließlich in elektronischer Form, es gibt keine gedruckte Ausgabe. Im Gegensatz zu den Lesern müssen Autoren für die von ihnen veröffentlichten Artikel bezahlen.
GECCO druckt Artikel aus Teildisziplinen der Naturschutzbiologie: organismische Ökologie, Populations-Community und ökosystemare Ökologie; Verhaltensökologie und angewandter Naturschutz. Die Zeitschrift veröffentlicht wissenschaftlichen Grundlagen in Form von Artikeln, Fallstudien, Bewertungen, und Kurzmitteilungen. Autoren haben die Möglichkeit, ihre Artikel mit verschiedenen Werkzeugen online zu verknüpfen (Google Maps, AudioSlides, interaktive Diagramme und Datenbank Links).
Die Zeitschrift hat einen Impact Factor von 3,4 und belegt Platz 60 von 449 Fachzeitschriften der Ökologie.